# Witków (powiat Legnicki)
Witków (Duits: Wittgendorf) is een dorp in de Poolse woiwodschap Neder-Silezië. De plaats maakt deel uit van de gemeente Chojnów.